# Gymnobelideus leadbeateri
Gymnobelideus leadbeateri é uma espécie de marsupial da família Petauridae. É a única espécie do gênero Gymnobelideus. Endêmica da Austrália.